# Sasakiella
Sasakiella är ett släkte av nässeldjur. Sasakiella ingår i familjen Kishinouyeidae.
Kladogram enligt Catalogue of Life:
| Sasakiella | \| \| Sasakiella cruciformis \| \| \| \| \| \| Sasakiella tsingtaoensis \| \| \| \| |
|            | \| \| Sasakiella cruciformis \| \| \| \| \| \| Sasakiella tsingtaoensis \| \| \| \| |
|            | Kishinouyea                                                                         |
|            |                                                                                     |
|            | Lucernariopsis                                                                      |
|            |                                                                                     |
|            | Sasakiella cruciformis                                                              |
|            |                                                                                     |
|            | Sasakiella tsingtaoensis                                                            |
|            |                                                                                     |

|  | Sasakiella cruciformis   |
|  |                          |
|  | Sasakiella tsingtaoensis |
|  |                          |